# Ces dames aux chapeaux verts (film, 1937)
Pour les articles homonymes, voir Ces dames aux chapeaux verts.
Pour plus de détails, voir Fiche technique et Distribution.
Ces dames aux chapeaux verts est un film français de Maurice Cloche, sorti en 1937.
C'est une adaptation du roman du même nom de Germaine Acremant.

## Synopsis
Arlette, une jeune fille orpheline, est hébergée par quatre cousines vieilles filles, dont l'aînée, Telcide, est très autoritaire. Arlette se prend d'amitié pour Marie, et lui arrange ses affaires sentimentales, qui étaient dans l'impasse. 

## Fiche technique
- Réalisation : Maurice Cloche
- Scénario : d'après le roman de Germaine Acremant
- Photographie : René Colas
- Musique : Germaine Tailleferre
- Son : Paul Boistelle, Jacques Carrère
- Directeur de production : Raymond Borderie
- Société de production : C.-I.-C.-C.
- Pays :  France
- Format : Son mono  - Noir et blanc - 35 mm  - 1,37:1
- Genre : Comédie dramatique
- Durée : 109 minutes
- Date de sortie : France : 15 décembre 1937

## Distribution
- Marguerite Moreno : Telcide
- Alice Tissot : Marie
- Micheline Cheirel : Arlette
- Mady Berry : Ernestine
- Pierre Larquey : Ulysse Hyacinthe
- Gilbert Landry : Jacques de Fleurville
- Pierre Magnier : M. de Fleurville
- André Numès Fils : Émile Dutoit
- Georges Mauloy : Le grand Doyen
- Nicolas Amato
- Marcelle Barry : Jeanne
- Nicole Ferrier : Jessy
- Gabrielle Fontan : Rosalie
- Viola Vareyne : Noémie